# فرانز فون فيرنر
فرانز فون فيرنر (بالألمانية: Franz von Werner)‏ هو دبلوماسي وكاتب نمساوي، ولد في 1836 في فيينا في النمسا، وتوفي في 1881 في لاهاي في هولندا.